# Breakfast at Tiffany's (livro)
Bonequinha de Luxo é uma novela de Truman Capote publicada em 1958. A personagem principal, Holly Golightly, é uma das criações mais famosas de Capote. O livro popularizou-se graças à adaptação cinematográfica de mesmo nome, de 1961, dirigida por Blake Edwards e com a atriz Audrey Hepburn.
A edição brasileira da novela apresenta também três contos de Cappote: Uma Casa de Flores (1951), Um Violão de Diamante (1950) e Memória de Natal (1956).

## Sinopse
Bonequinha de Luxo narra a vida de Holly Golightly sob o ponto de vista de um escritor que conviveu com ela durante parte de sua estada em Nova York. O personagem não revela seu nome, apenas cita que foi apelidado de "Fred" por lembrar o irmão de Holly Golightly.
Holly Golightly é uma jovem que não encontra seu lugar no mundo, está sempre transitando em busca de boas companhias e grandes festas. A personagem é apresentada com uma personalidade frágil e confusa que busca nada mais além de sua própria felicidade, que segundo ela é um estado de satisfação semelhante à sensação encontrada ao observar as vitrines da Tiffany & Co. pela manhã.
Apesar de ter tido oportunidades como atriz de Hollywood,  a srta. Golightly abandona os testes de gravação justificando que jamais conseguiria seguir tal carreira, e passa a viver em Nova York sustentada por amigos do sexo oposto que facilmente apaixonam-se por ela; também recebe ajuda de Sally Tomato, um mafioso que vive na prisão e que semanalmente lhe passa códigos em formato de previsão do tempo para que Holly repasse a seus comparsas que estão fora da prisão.